# Médaille Cothenius

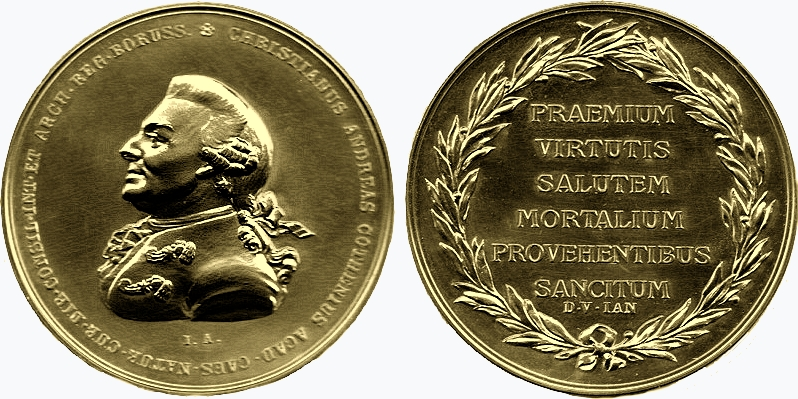
Médaille Cothenius

La Médaille Cothenius est un prix scientifique décerné depuis 1792 par l'Académie allemande des sciences Leopoldina à un scientifique pour ses travaux qui ont permis des avancées en médecine.
Son nom lui a été donné en hommage à Christian Andreas Cothenius, qui laissa son héritage pour la financer (une somme de 1000 louis d'or). Elle est désormais remise tous les deux ans, et est en or, présentant sur une de ses faces un portrait de Cothenius, ainsi que l'inscription Praemium virtutis salutem mortalium provehentibus sancitum.

## Lauréats
- 1792 : Cornelius Johann Voss, Georg von Wedekind, Gerhard Anton Gramberg
- 1795 : Christoph Wilhelm Hufeland
- 1800 : Franz Justus Frenzel, Heinrich Cotta
- 1806 : August Heinrich Ferdinand Gutfeld, Christian Friedrich von Jäger
- 1861 : Johann Ernst Falke
- 1864 : Ernst Haeckel
- 1876: Wilhelm Haarmann, Gustav Robert Kirchhoff, Giovanni Schiaparelli, Fridolin von Sandberger, Ferdinand Tiemann, August Wilhelm Eichler, August Weismann, Alexander Ecker
- 1877: Joseph Lister
- 1878: Hugo Gyldén
- 1879: Wilhelm Eduard Weber
- 1880: August Michaelis, Friedrich Wöhler, Heinrich Robert Göppert
- 1881: Joachim Barrande
- 1882: Nathanael Pringsheim
- 1883: Franz Eilhard Schulze
- 1884: Rudolf Heidenhain
- 1885: Ludwig Lindenschmit der Ältere
- 1886: Adolf Kußmaul
- 1887: Karl Weierstraß
- 1888: Julius von Hann
- 1889: Otto Wallach
- 1890: Dionys Stur
- 1891: Melchior Treub
- 1892: Gustaf Magnus Retzius
- 1893: Adolf Fick
- 1894: Karl von den Steinen, Hanns Bruno Geinitz
- 1895: Heinrich Ernst Beyrich, Alphonse Laveran
- 1896: Robert von Sterneck
- 1897: Georg Quincke, Albert von Kölliker
- 1898: Emil Fischer
- 1899: Ferdinand Zirkel
- 1900: Joseph Dalton Hooker
- 1901: Carl Gegenbaur, Rudolf Virchow
- 1903: Iwan Petrowitsch Pawlow
- 1904: Alexander Supan
- 1905: Ernst von Leyden
- 1906: Georg von Neumayer, David Hilbert
- 1907: Wilhelm von Bezold
- 1908: Daniel Vorländer
- 1909: Viktor Uhlig
- 1910: Wilhelm Pfeffer
- 1911: Carl Chun
- 1912: Robert Tigerstedt
- 1913: Leonhard Schultze-Jena
- 1914: Emil Abderhalden
- 1916: Wilhelm von Waldeyer-Hartz
- 1922: Albert Wangerin
- 1925: Albrecht Penck, Hugo Eckener, Sven von Hedin
- 1934: Johannes Weigelt
- 1935: Hans Spemann, Otfried Foerster
- 1937: Armin Tschermak-Seysenegg, Dante de Blasi, Eugen Fischer, George Barger, Franz Volhard, Max Le Blanc, Paul Uhlenhuth, Richard Kuhn, Robert von Ostertag
- 1938: Erich Tschermak-Seysenegg
- 1939: Alfred Vogt
- 1941: Georg Sticker
- 1943: Hermann Rein
- 1944: Otto Hahn
- 1953: Karl Wilhelm Jötten
- 1966: Archibald Vivian Hill
- 1967: Karl Lohmann, Wladimir Alexandrowitsch Engelhardt
- 1969: Helmut Hasse, Bartel Leendert van der Waerden, Pawel Sergejewitsch Alexandrow
- 1971: Friedrich Hund, Otto Kratky
- 1972: Erwin Reichenbach
- 1973: Albrecht Unsöld
- 1974: Viktor Ambartsumian
- 1975: Ernst Ruska, Ilya Prigogine
- 1977: Wolfgang Gentner, Arnold Graffi
- 1980: Peter Friedrich Matzen, Wilhelm Jost
- 1983: Erna Lesky, Wolf von Engelhardt
- 1985: Hermann Flohn, Konrad Zuse
- 1987: Rostislaw Kaischew, Adolf Watznauer
- 1989: Heinz Bethge, Juergen Tonndorf, Bernard Katz
- 1991: Albert Eschenmoser, Heinz Röhrer
- 1993: Bernhard Hassenstein, Wolfgang Gerok
- 1995: Dietrich Schneider, Gottfried Möllenstedt, Wilhelm Doerr
- 1997: Otto Braun-Falco, Friedrich Hirzebruch
- 1999: Rudolf Rott, Dorothea Kuhn
- 2000: Hans Mohr
- 2001: Leopold Horner, Heinz Jagodzinski
- 2003: Ernst J. M. Helmreich, Benno Parthier, Andreas Oksche
- 2005: Hans Günter Schlegel, Alfred Gierer
- 2007: Klaus Wolff, Sigrid D. Peyerimhoff (en)
- 2009: Karl Decker, Eduard Seidler
- 2011: Bert Hölldobler, Anna M. Wobus, Ulrich Wobus
- 2013: Gunter S. Fischer, Wolf Singer
- 2015: Herbert Gleiter, Otto Ludwig Lange
- 2017: Fritz Melchers, Joachim Trümper

## Source de la traduction
- (de) Cet article est partiellement ou en totalité issu de l’article de Wikipédia en allemand intitulé « Cothenius-Medaille » (voir la liste des auteurs).